# Kulubnarti
21°4′12.3″N 30°39′51.17″Ø / 21.070083°N 30.6642139°Ø
Kulubnarti er en ø i den del af Nilen, som løber gennem det nordlige Sudan. Den har været beboet fra det kristne rige, Makurias, tid ca. 1100 e.Kr. og indtil i dag. Indtil det 15. århundrede var det afsidesliggende sted det sidste kendte tilflugtssted for kristne i Nubien, mens Islam bredte sig sydpå. Det er det eneste nubiske sted, hvor der er en ubrudt og arkæologisk undersøgt bosættelseshistorie.

## Placering
Kulubnarti ("øen Kulb") ligger ca. 130 Kilometer sydvest for Wadi Halfa og lidt nord for Dalkatarakten, der ligger mellem den 2. og 3. katarakt. Kulubnarti ligger ved sydenden af det såkaldte Butn el-Hajar (”stenenes bug“), som er bratte og afvisende klipper, en naturlig barriere, som fra græsk-romersk tid har adskilt det nedre Nubien, som var under kraftig, ægyptisk indflydelse, fra øvre Nubien.
Butn el-Hajar består af nøgne granitbjergkæder, adskilt af dybt nedskårne sprækker. De ligger ovenpå et grundfjeld af prækambriske sedimentbjergarter. Vinden har udfyldt klippelavningerne med sand. Landbrug er kun muligt i små gunstige lommer og på den ca. 1 km lange ø, da klipperne når tæt ud til floden, sådan at den sædvanlige, brede zone med flodaflejret agerjord langs Nilen mangler. Den nuværende befolkning lever overvejende i den moderne landsby Kulb på den vestlige (Kulb West) og østlige (Kulb East) Nilbred. Stedet ligger ca. 200 m over havet. På grund af de op til 600 m høje bjerge løber den asfalterede vej mellem Abri og Wadi Halfa nord for Kulb East i stor afstand øst om floden.

## Forskningshistorie
Den opdagelsesrejsende, Johann Ludwig Burckhardt, nåede på sin første ekspedition op ad Nilen syd for Assuan i 1813 frem til den 3. Katarakt. Han nævner øen og den lille kirke i sin rejsebeskrivelse, Travels in Nubia, der udkom i 1819. Somers Clarke foretog de første, arkæologiske undersøgelser i begyndelsen af det 20. århundrede, hvor han undersøgte de kristne bygningsrester langs Nilen mellem Kairo og Soba. Han offentliggjorde sine resultater i 1912 under titlen Christian Antiquities in the Nile Valley.
I 1969 og 1979 gennemførte William Yewdale Adams under University of Kentucky omfangsrige udgravninger på øen og fastlandet overfor, og derved blev der indsamlet og katalogiseret ca. 1.300 enkeltfund. Resultaterne etablerede en kontinuerlig bosættelseshistorie og eksempelvis en forståelse for ændringer i den sociale struktur ved den glidende overgang fra det nubisk-kristne rige til det tyrkisk-ægyptiske sultanat.
Andre forskergrupper undersøgte de menneskelige knogler, man havde fundet på de to kirkegårde. De uregelmæssigheder, man fandt ved måling af kranierne blev sat i forhold til de formodede ernæringsforhold. Kranier af 30 voksne personer fra en førkristen gravplads på øen, som stammede fra tiden mellem 550 og 850, viste, at befolkningen på den tid havde dårligere livsbetingelser end i Middelalderen: Fundene blev sammenlignet med 30 andre kranier, der var blev udgravet i den senere brugte kirkegård (mellem år 500 og 1500), der blev udgravet på det vestlige fastland nær landsbyen Kulb.

## Bebyggelsesbillede
Ud over de to nævnte begravelsespladser og en kirke i Kulb (tidligst fra det 12. århundrede) med én eneste kuppel, der overdækkede hele kirkerummet, blev der undersøgt tre senmiddelalderlige bebyggelser og nogle mindre fundsteder på øen.

### Kirke
Somers Clarke offentliggjorde i 1912 en skitse af øens kirke, der var bygget af tørrede lertegl. Peter Grossmann genfandt den opretstående i 1964, bortset fra den manglende hvælving. Den meget lille bygning var noget skæv i grundplanen og næsten kvadratisk med målene 6 x 7 m. Inddelingen af rummet svarede omtrent til de sædvanlige kirker i Nubien, men den var dog generelt forenklet. Ved østvæggen var der et retvinklet udskilt alterrum med siderum, som man kom ind i via indgange fra sideskibene. Hjørnerne ved den vestlige mur var ligeledes skilt fra ved siderum, og i det sydlige af dem førte en trappe op til taget. Indgangene lå, som det er sædvanligt i Europa, overfor hinanden på de to langvægge. Deres rundbuer var lidt under mandshøjde på det øverste punkt. I stedet for fire var der kun to midterpiller i flugt med apsis. Kirkeskibet var næsten dobbelt så bredt som langt efter at siderummene var skilt fra, og tilsyneladende uden vinduer. I vestvæggen fandtes der tre par sprækkevinduer, og der var nogle tilsvarende i østvæggene på de to altersiderum. På indersiden af sydvæggen var der endnu spor efter en bemaling, og på andre steder var der brudstykker af indskrifter.
De manglende tagformer kan rekonstrueres ud fra de støttepunkter til hvælvingen, der var bevaret på næsten alle vægge. De to retkantede teglstenspiller og væghjørnerne i de vestlige siderum var forbundet med rundbuer. Ovenover dem var der et kvadratisk murstykke, som formodentlig var udstyret med et vindue, og over det igen var der konstrueret en central buehvælving. Overgangen til kuplens runding skete hos den type bygninger i Nubien direkte ved bunden af kuplen og ikke som hos europæiske eller orientalske bygningsværker via et cylindrisk murstykke (en ”tambour”). De eneste centralkupler, der blev forhøjet ved en tambour, findes – ud over kuppelkirken i Kulb – i kirken i Kaw. Kuplen nåede langt ud over de langsgående og tredobbelt sidestillede tøndehvælvinger over de øvrige rum.
William Yewdale Adams og Peter Grossmann daterer kirken til det 13. eller 14. århundrede. Derfor kan det dreje sig om den sidste kirkebygning, der blev gjort færdig i Nubien.

### Fæstning
Det mest markante bygningsværk fra Middelalderen er fæstningen (kurfa) på rullestensområdet ved øens sydlige ende. Den består af et mægtigt murværk af kløvet kamp, som hælder indad, og som var pudset med ler. De ægyptiske mamelukker gjorde en ende på det kristne Makuriarige ved flere militære raids i slutningen af det 13. og begyndelsen af det 14. århundrede. Dog synes mamelukkerne ikke at være nået frem på den anden side af Kulubnarti, heller ikke ved det sidste angreb i 1365. Resultatet blev et magttomrum, der førte til anarki i regionen. Under osmannernes herredømme over Ægypten fra midten af det 16. århundrede sikrede mindre garnisoner, der var stationeret i fæstninger, rigets grænse mod syd, som lå ved den 3. katarakt. Omkring år 1600 hørte Qasr Ibrim ligesom byerne Faras og Jebel Adda, der havde været befæstede allerede i den førkristne tid, til forvaltningsområdet Sandshak. I fæstningen ved Kulubnarti sad der senest fra det 19. århundrede en officiel skatteinddriver, Kashef. Lignende fæstninger fandtes i Tarmuki, Kasanarti og Meinarti (alle nord for den 2. katarakt og nuomstunder oversvømmet af Nassersøen).
Rundt om kirken var der stadig spor af bosættelser. Øst for fæstningen var der fire boliger af tørret tegl med sokler af kløvet kamp fra den kristne periode. I det vestligste hus var der stadig kristne indskrifter. To af disse huse havde en overetage, og stueetagens mure var omhyggeligt opført i kløvet kamp. Loftet over stueetagen bestod af tre lange, parallelle tøndehvælvinger.
På grundlag af de hidtidige udgravninger kan man ikke afklare med sikkerhed, hvornår de sidste kristne har opgivet deres religion, og hvornår befolkningen gik over til Islam. Fra osmannisk tid fandtes der ingen rester af en moske. De eneste tegn, der pegede på islam, var tre potteskår med koranvers.

## Eksterne links
- Julie R. Anderson: A Mamluk Coin from Kulubnarti. (e-bog)
- Et vægmaleri fra kirken i Kulubnarti